# خط طول 68° غرب
خط طول 68° غرب هو أحد خطوط الطول الجغرافية، والتي تمتد من القطب الشمالي الجغرافي إلى القطب الجنوبي الجغرافي، وحسب التحويل الزمني يتأخر خط طول 68° غرب عن خط غرينتش بـ4 ساعات و32 دقيقة.

## من القطب إلى القطب
ينطلق خط طول 68° غرب من القطب الشمالي نحو القطب الجنوبي مرورا بالمناطق التي ترد في الجدول التالي:
| الإحداثيات                         | البلد أو الإقليم أو البحر | ملاحظات |
| ---------------------------------- | ------------------------- | --- |
| 90°0′N 68°0′W / 90.000°N 68.000°W  | المحيط المتجمد الشمالي    | |
| 83°10′N 68°0′W / 83.167°N 68.000°W | بحر لنكولن                | |
| 82°58′N 68°0′W / 82.967°N 68.000°W | كندا                      | نونافوت — جزيرة إليسمير |
| 80°47′N 68°0′W / 80.783°N 68.000°W | مضيق ناريس                | |
| 79°4′N 68°0′W / 79.067°N 68.000°W  | جرينلاند                  | |
| 76°3′N 68°0′W / 76.050°N 68.000°W  | خليج بافن                 | |
| 70°18′N 68°0′W / 70.300°N 68.000°W | كندا                      | نونافوت — بافن (جزيرة), Aulitivik Island, و Baffin Island again                                                                                                |
| 62°12′N 68°0′W / 62.200°N 68.000°W | مضيق هدسون                | |
| 60°35′N 68°0′W / 60.583°N 68.000°W | كندا                      | نونافوت — جزيرة أكباتوك [لغات أخرى]‏ |
| 60°17′N 68°0′W / 60.283°N 68.000°W | Ungava Bay                | |
| 58°34′N 68°0′W / 58.567°N 68.000°W | كندا                      | كيبك |
| 49°17′N 68°0′W / 49.283°N 68.000°W | نهر سانت لورانس           | |
| 48°40′N 68°0′W / 48.667°N 68.000°W | كندا                      | كيبك نيو برونزويك — من 48°0′N 68°0′W / 48.000°N 68.000°W |
| 47°13′N 68°0′W / 47.217°N 68.000°W | الولايات المتحدة          | مين |
| 44°24′N 68°0′W / 44.400°N 68.000°W | المحيط الأطلسي            | مرورا بغرب the جزيرة Mona, بورتوريكو (في 18°5′N 67°56′W / 18.083°N 67.933°W)                                                                                   |
| 18°30′N 68°0′W / 18.500°N 68.000°W | البحر الكاريبي            | مرورا بشرق the جزيرة بونير, هولندا (في 12°12′N 68°11′W / 12.200°N 68.183°W) · مرورا بغرب the أرخبيل لاس أفيس, فنزويلا (في 11°59′N 67°40′W / 11.983°N 67.667°W) |
| 10°29′N 68°0′W / 10.483°N 68.000°W | فنزويلا                   | |
| 6°12′N 68°0′W / 6.200°N 68.000°W   | كولومبيا                  | |
| 1°45′N 68°0′W / 1.750°N 68.000°W   | البرازيل                  | الأمازون (ولاية) Acre — من 9°20′S 67°56′W / 9.333°S 67.933°W                                                                                                   |
| 10°39′S 68°0′W / 10.650°S 68.000°W | بوليفيا                   | مرورا بشرق لاباز (في 16°29′N 68°8′W / 16.483°N 68.133°W) |
| 22°2′S 68°0′W / 22.033°S 68.000°W  | تشيلي                     | |
| 24°18′S 68°0′W / 24.300°S 68.000°W | الأرجنتين                 | |
| 50°3′S 68°0′W / 50.050°S 68.000°W  | المحيط الأطلسي            | |
| 53°34′S 68°0′W / 53.567°S 68.000°W | الأرجنتين                 | الجزيرة الكبرى لأرض النار |
| 54°53′S 68°0′W / 54.883°S 68.000°W | تشيلي                     | جزيرة نافارينو |
| 55°14′S 68°0′W / 55.233°S 68.000°W | المحيط الهادئ             | |
| 55°32′S 68°0′W / 55.533°S 68.000°W | تشيلي                     | Hoste Island |
| 55°41′S 68°0′W / 55.683°S 68.000°W | المحيط الهادئ             | مرورا بغرب Hermite Island, تشيلي (في 55°50′S 67°50′W / 55.833°S 67.833°W)                                                                                      |
| 60°0′S 68°0′W / 60.000°S 68.000°W  | المحيط الجنوبي            | |
| 66°40′S 68°0′W / 66.667°S 68.000°W | القارة القطبية الجنوبية   | جزيرة أديلايد — المطالب الإقليمية بالقارة القطبية الجنوبية by الأرجنتين, تشيلي و the المملكة المتحدة                                                           |
| 67°26′S 68°0′W / 67.433°S 68.000°W | المحيط الجنوبي            | Marguerite Bay |
| 69°8′S 68°0′W / 69.133°S 68.000°W  | القارة القطبية الجنوبية   | Territory المطالب الإقليمية بالقارة القطبية الجنوبية by الأرجنتين, تشيلي و the المملكة المتحدة                                                                 |